# オヤリハグマ
オヤリハグマ（御槍白熊、学名：Pertya trilobata ）は、キク科コウヤボウキ属の多年草。

## 特徴
根はひげ状になり多い。茎は直立し、高さは45-85cmになり、細く硬い。茎の上部で円錐花序に分枝し、枝には短毛が散生する。根出葉や茎の下部の葉は小さく、鱗片状になり、中部の葉は互生し、長い葉柄があり、葉身はやや硬く、長さ10-13cm、幅7-13cm、先は3浅-中裂し、裂片は先が鋭い長楕円形になり、縁に浅くまばらな歯牙がある。葉は茎の上部にいくに従って徐々に小さくなり、葉柄もなくなる。葉の表面は緑色で無毛、裏面は網脈があり葉脈上と縁に縮れた短毛がある。
花期は9-10月。頭状花序は円錐状に多数つき、花柄は無いかあっても短い。総苞は長さ14-17mmになる狭い円柱形、総苞片は7列で、覆瓦状に並び、最外片は長さ1mmの広卵形になり、先は鈍頭。頭花は1個の筒状花のみからなり、花冠は白色で、5裂し、裂片は線形で長さ10-11mmになる。果実は長さ8.5-9mmになる円柱形の痩果で、上端に多数の冠毛がある。

## 分布と生育環境
日本固有種。本州の東北地方中南部から関東地方東北部に分布し、山地の林内に生育する。

## 名前の由来
オヤリハグマは、「御槍白熊」のことで、「御槍（おやり）」は、葉が3裂した裂片の先の鋭いようすを、槍先に見立てたもの。また、「白熊（はぐま）」とは、ヤクの尾の毛でつくった飾りをいい、兜、槍の白い飾りや僧が使う払子に使われた。花冠の細長い裂片のようすを白熊（はぐま）に見立てた。
種小名 trilobata は、「三裂片の」の意味。

## 学名の訂正
従来、学名は Pertya triloba (Makino) Makinoとされてきたが、国際藻類・菌類・植物命名規約の規定により、もっとも早く正式に発表された Macroclinidium trilobatum Makino に 基 づ く Pertya trilobata (Makino) Makino が正名であると、2016年に報告された。

## 下位分類等
- センダイハグマ Pertya × koribana (Nakai) Makino et Nemoto[10] - オヤリハグマとカシワバハグマの自然交雑種で、宮城県仙台市で発見され、東北地方南部に分布するとされた[5]が、2016年までの研究結果により、オヤリハグマの無裂葉タイプと考えられると発表された[1][9]。

## ギャラリー
- 中部の葉の先は3裂し、槍先を思わせる。
- 白い花冠裂片は線形で細長い。
- 頭花は1個の筒状花のみからなる。